# Wybory prezydenckie w Stanach Zjednoczonych w 1832 roku

Mapa wyborcza Stanów Zjednoczonych w 1832 roku. Liczba na mapie określa liczbę przedstawicieli stanu w Kolegium Elektorów

Wybory prezydenckie w Stanach Zjednoczonych w 1832 roku – dwunaste wybory prezydenckie w historii Stanów Zjednoczonych. Na urząd prezydenta wybrano ponownie Andrew Jacksona, a wiceprezydentem został Martin Van Buren.

## Kampania wyborcza
Wybory prezydenckie w 1832 roku były pierwszymi wyborami, gdzie pojawiła się trzecia siła polityczna – Partia Antymasońska. Były także pierwszymi wyborami, w których kandydaci każdej partii zostali wysunięci na konwencjach. Kluczowe znaczenie w trakcie kampanii wyborczej miała sprawa Banku Stanów Zjednoczonych. Stronnictwo prezydenta Jacksona było mocno przeciwne tej instytucji i usiłowało ją zlikwidować, nie czekając do 1836 roku, kiedy to miała wygasnąć jego licencja. Aby do tego doprowadzić Jackson wycofał depozyty i umieścił je w bankach stanowych. Decyzja ta miała istotne znaczenie przy nominacji Partii Demokratycznej. Jej kandydatem na wiceprezydenta został Martin Van Buren. Kwestia Banku Centralnego była także istotna dla Henry’ego Claya, który zamierzał kandydować przeciwko Jacksonowi jako kandydat Narodowej Partii Republikańskiej. Nominację wiceprezydencką z jej ramienia otrzymał John Sergeant. Partia Antymasońska, która powstała w 1826 roku, jako opozycja wobec Jacksona, zorganizowała jesienią 1831 roku konwencję w Baltimore, argumentując że są jedyną partią reprezentującą interesy ludu (uważała większość klasy politycznej za masonów, w tym prezydenta i Claya). Ich kandydatem na prezydenta został William Wirt.

## Kandydaci

### Partia Demokratyczna

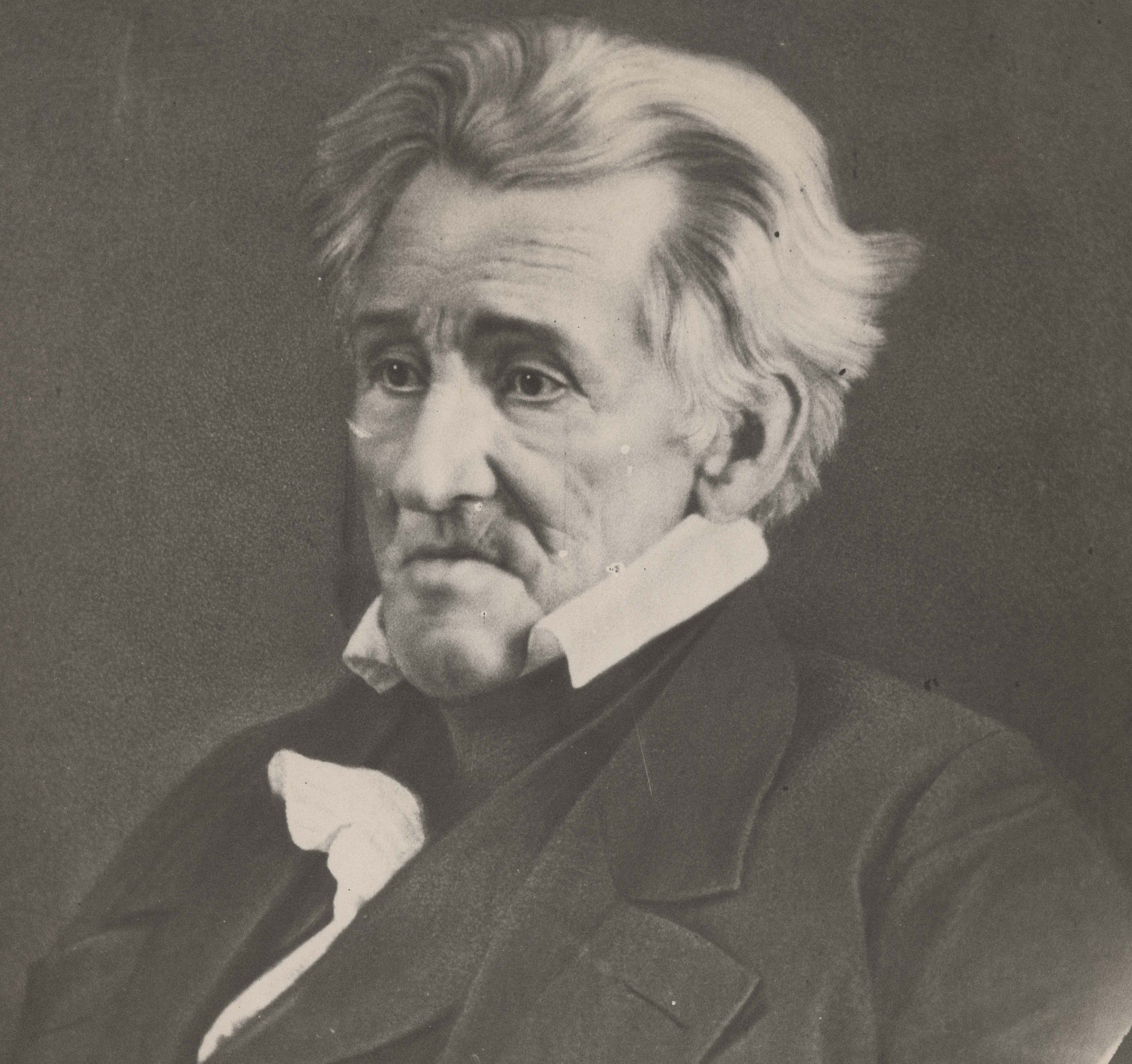
Andrew Jackson
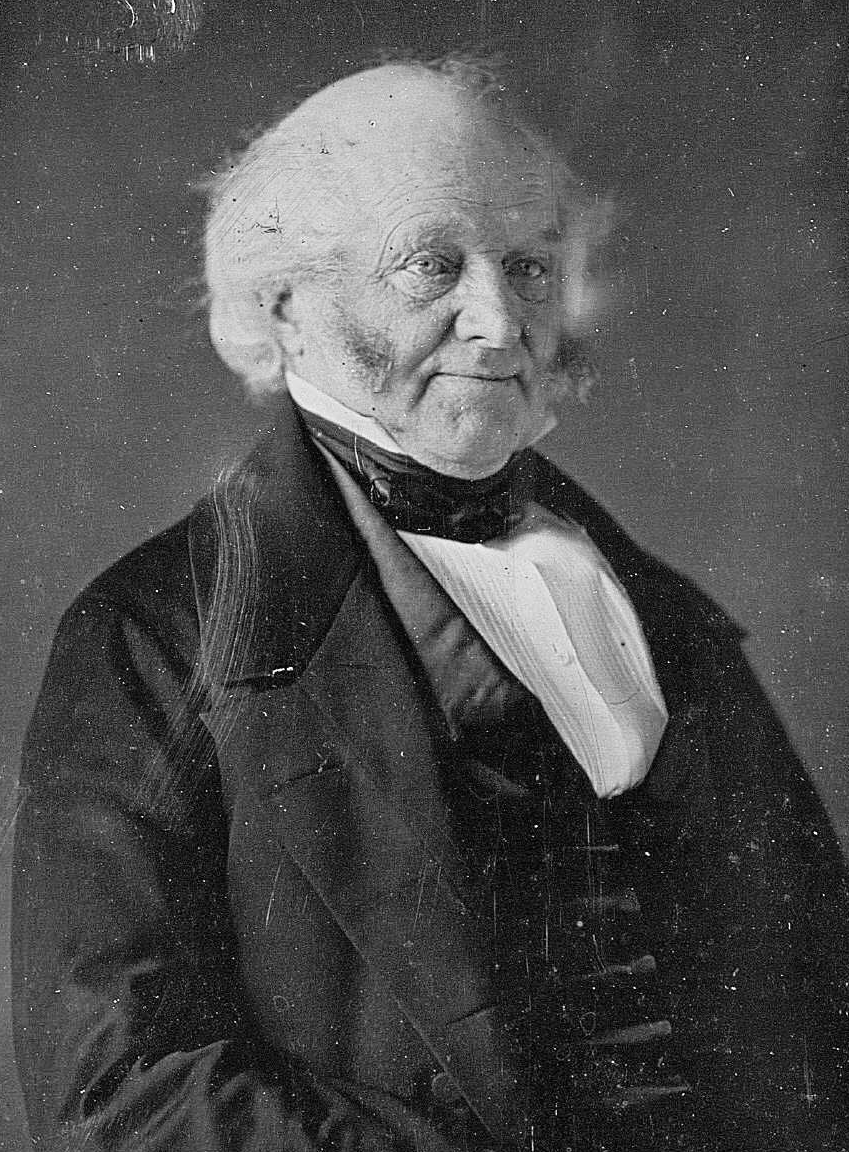
Martin Van Buren

### Narodowi Republikanie

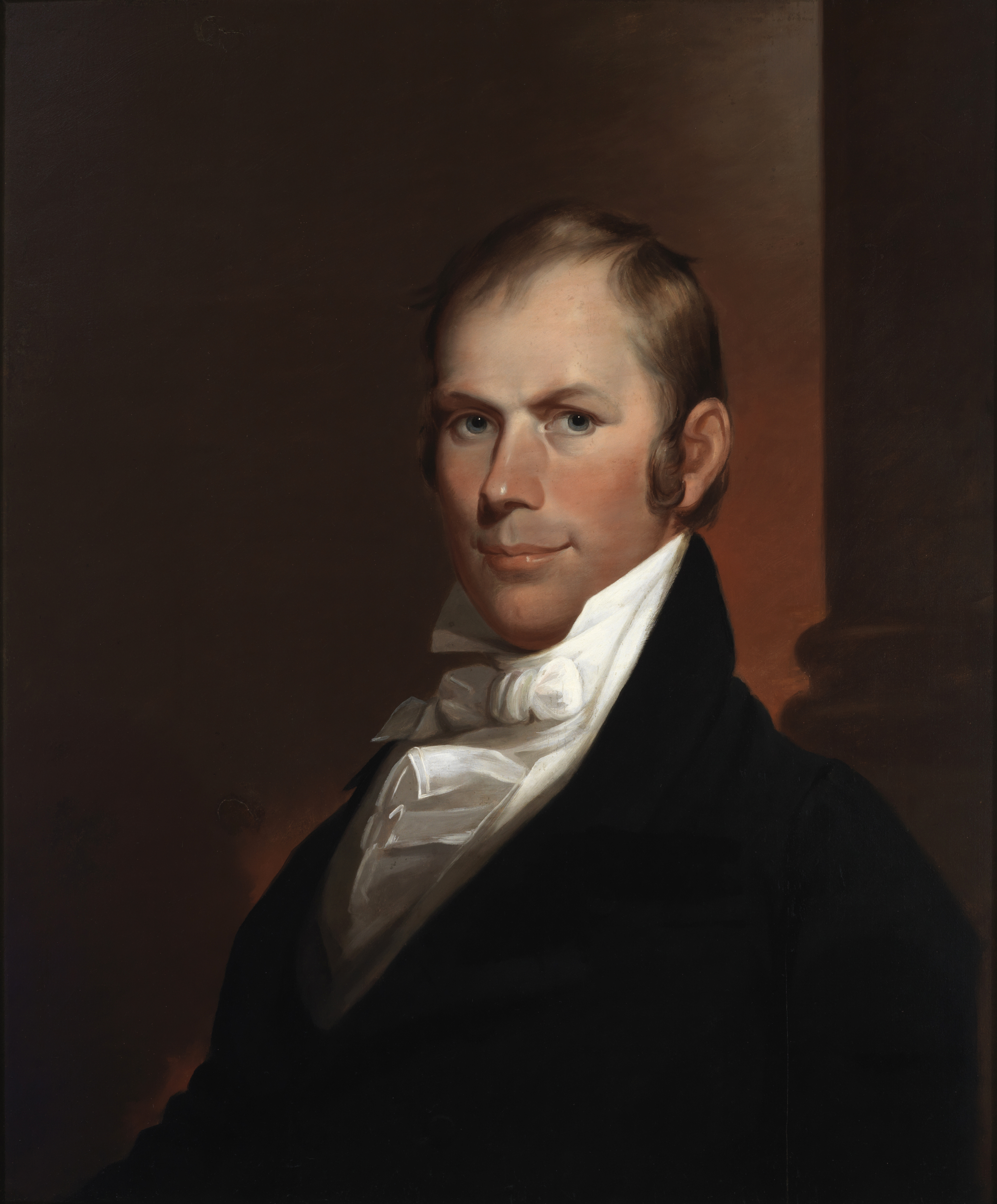
Henry Clay
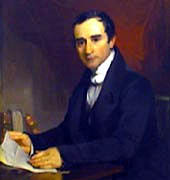
John Sergeant

### Partia Antymasońska

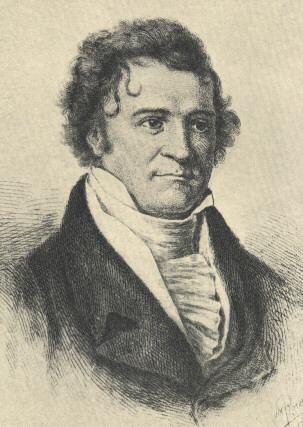
William Wirt
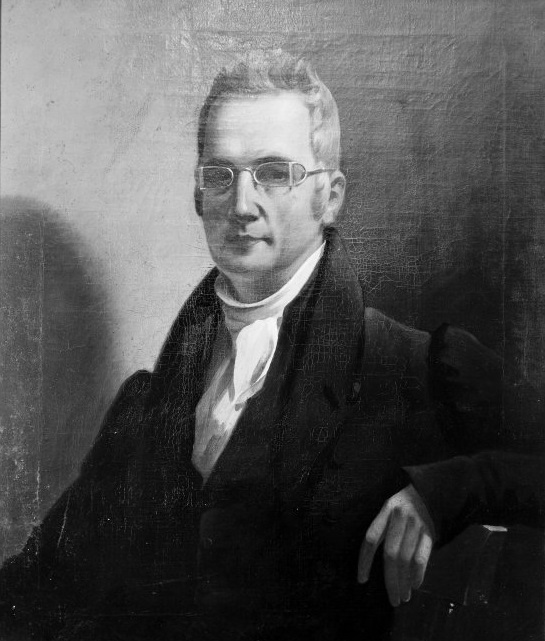
Amos Ellmaker

### Partia Niezależnych

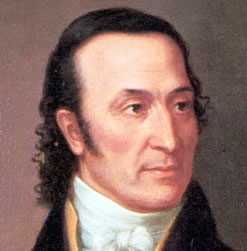
John Floyd

## Wyniki głosowania
Głosowanie powszechne odbyło się w dniach 2 – 21 listopada 1832 i wzięło w nim udział niecałe 1,3 mln osób. Frekwencja wyniosła 55,4%. Jackson uzyskał 54,2% poparcia wobec 37,4% dla Claya i 7,8% dla Wirta. Ponadto nieco ponad 7000 głosów oddano na niezależnych elektorów, głosujących na innych kandydatów. W głosowaniu Kolegium Elektorów (zatwierdzonym 13 lutego 1833) Jackson uzyskał 219 głosów, przy wymaganej większości 144 głosów. Na Henry’ego Claya oddano 49 głosów, na Johna Floyda – 11, a na Williama Wirta – 7. Wiceprezydentem został Martin Van Buren, otrzymując 189 głosów, wobec 49 dla Johna Sergeanta. Dalsze miejsca zajęli: William Wilkens (30 głosów), Henry Lee (11 głosów) i Amos Ellmaker (7 głosów). Dwa głosy elektorskie ze stanu Maryland nie zostały wzięte pod uwagę.
| Kandydat na prezydenta | Partia                | Głosowanie powszechne | Głosowanie powszechne | Kolegium Elektorów |
| Kandydat na prezydenta | Partia                | Głosy                 | Procent               | Kolegium Elektorów |
| ---------------------- | --------------------- | --------------------- | --------------------- | ------------------ |
| Andrew Jackson         | Partia Demokratyczna  | 701 780               | 54,2%                 | 219                |
| Henry Clay             | Narodowi Republikanie | 484 205               | 37,4%                 | 49                 |
| John Floyd             | Partia Niezależnych   | b.d.                  | b.d.                  | 11                 |
| William Wirt           | Partia Antymasońska   | 100 715               | 7,8%                  | 7                  |
| Łącznie                | Łącznie               | Łącznie               | Łącznie               | 286                |

| Kandydat na wiceprezydenta | Partia                | Kolegium Elektorów |
| -------------------------- | --------------------- | ------------------ |
| Martin Van Buren           | Partia Demokratyczna  | 189                |
| John Sergeant              | Narodowi Republikanie | 49                 |
| William Wilkens            | Partia Demokratyczna  | 30                 |
| Henry Lee                  | Partia Niezależnych   | 11                 |
| Amos Ellmaker              | Partia Antymasońska   | 7                  |
| Łącznie                    | Łącznie               | 286                |